# Bohseit
Bohseit ist ein sehr selten vorkommendes Mineral aus der Mineralklasse der „Silikate und Germanate“ mit der chemischen Zusammensetzung Ca4Be3+xAl1−xSi9O25−x(OH)3+x (x = 0 bis 1) und damit chemisch gesehen ein Calcium-Beryllium-Aluminium-Silikat mit zusätzlichen Hydroxidionen. Strukturell gehört Bohseit zu den Ketten- und Bandsilikate.
Bohseit kristallisiert im orthorhombischen Kristallsystem und entwickelt in der Regel fächerartige Mineral-Aggregate von weniger als einen Zentimeter Größe aus tafeligen, parallel geschichteten und gestreiften Kristallen. In reiner Form ist Bohseit wäre farblos und durchsichtig. Durch vielfache Lichtbrechung aufgrund von Gitterfehlern oder polykristalliner Ausbildung ist er jedoch praktisch immer durchscheinend weiß. Selten kann er durch Fremdbeimengungen auch eine orange Farbe annehmen. Die Strichfarbe von Bohseit ist jedoch immer weiß.
Mit Bavenit (Ca4Be2+xAl2-xSi9O26-x(OH)2+x; x = 0 bis 1) bildet Bohseit eine Mischkristallreihe.

## Etymologie und Geschichte
Entdeckt wurde Bohseit zuerst in Mineralproben aus dem Ilimmaasaq-Komplex nahe Narsaq an der Südwestspitze Grönlands. Analysiert und erstbeschrieben wurde das Mineral von Henrik Friis, Emil Makovicky, Mark T. Weller und Marie-Hélène Lemée-Cailleau. Sie benannten das Mineral nach dem dänischen Mineralogen Henning Bohse (* 1942), um dessen 40 Jahre umfassenden Arbeiten auf dem Gebiet der Mineralogie und Geologie des Ilimmaasaq-Komplexes zu ehren.
Das Mineralogenteam sandte seine Untersuchungsergebnisse und den gewählten Namen 2010 zur Prüfung an die International Mineralogical Association (interne Eingangsnummer der IMA: 2010-026), die den Bohseit als eigenständige Mineralart anerkannte.
Spätere Analysen, die ein internationales Forschungsteam, bestehend aus E. Szełeg, B. Zuzens, F. C. Hawthorne, A. Pieczka, A. Szuszkiewicz, K. Turniak, K. Nejbert, S. S. Ilnicki, H. Friis, E. Makovicky, M. T. Weller und M. H. Lemée-Cailleau, an chemisch sehr ähnlichem Material aus dem Steinbruch Piława Górna (deutsch Ober Peilau) in der polnischen Woiwodschaft Niederschlesien durchführten, machten eine Neudefinition der chemischen Formel nötig (Antrag IMA 14-H). Die Neudefinition wurde im Februar 2015 von der IMA anerkannt. Seitdem gelten beide Fundorte als Typlokalität für Bohseit und er wird in der „Liste der Minerale und Mineralnamen“ der IMA unter der Summenanerkennung „2015 s.p.“ (special procedure) geführt. Die seit 2021 ebenfalls von der IMA/CNMNC anerkannte Kurzbezeichnung (auch Mineral-Symbol) von Bohseit lautet „Bhs“.
Das Typmaterial des Minerals wird im Statens Naturhistoriske Museum (englisch Natural History Museum of Denmark, deutsch Staatliches Naturkundemuseum Dänemarks) in Kopenhagen unter der Inventarnummer 1995.32 aufbewahrt.

## Klassifikation
Da der Bohseit erst 2010 als eigenständiges Mineral anerkannt wurde, ist er weder in der veralteten 8. Auflage noch in der von der IMA zuletzt 2009 aktualisierten 9. Auflage der Mineralsystematik nach Strunz verzeichnet. Auch die vorwiegend im englischen Sprachraum gebräuchlichen Systematik der Minerale nach Dana kennt den Bohseit noch nicht.
In der zuletzt 2018 überarbeiteten Lapis-Systematik nach Stefan Weiß, die formal auf der alten Systematik von Karl Hugo Strunz in der 8. Auflage basiert, erhielt das Mineral die System- und Mineralnummer VIII/G.07-015. Dies entspricht der Klasse der „Silikate“ und dort der Abteilung „Übergangsstrukturen von Ketten- zu Schichtsilikaten“, wo Bohseit zusammen mit Alflarsenit, Amstallit, Bavenit, Chiavennit, Ferrochiavennit, Prehnit, Rudenkoit, Tvedalit eine unbenannte Gruppe mit der Systemnummer VIII/G.07 bildet.
Die von der Mineraldatenbank „Mindat.org“ weitergeführte Strunz-Klassifikation in der 9. Auflage (auch Strunz-mindat) ordnet den Bohseit in die erweiterte Klasse der „Silikate und Germanate“ und dort in die Abteilung der „Kettensilikate (Inosilikate)“. Diese ist weiter unterteilt nach der Struktur der Silikatketten und das Mineral ist hier entsprechend seinem Aufbau in der Unterabteilung „Ketten- und Bandsilikate mit 2-periodischen Mehrfachketten“ (englisch Inosilicates with 2-periodic multiple chains) mit der Systemnummer 9.DF. zu finden. Eine weitere Einordnung in eine bestimmte Gruppe mit chemisch und/oder strukturell verwandten Mineralen wurde bisher nicht vorgenommen (vergleiche dazu auch gleichnamige Unterabteilung in der Klassifikation nach Strunz (9. Auflage)).

## Kristallstruktur
Bohseit kristallisiert isostrukturell mit Bavenit in der orthorhombischen Raumgruppe Cmcm (Raumgruppen-Nr. 63) mit den Gitterparametern a = 23,204(6) Å; b = 4,9442(9) Å; c = 19,418(6) Å sowie 4 Formeleinheiten pro Elementarzelle.

## Bildung und Fundorte
Bohseit bildet sich in stark fraktionierten Teilen von zonierten anatektischen gemischten NYF-LCT-Pegmatit-Dykes (NYF = Niob, Yttrium, Fluor – LCT = Lithium, Cäsium, Tantal), die Amphibolit durchschneiden. Als Begleitminerale können unter anderem Bertrandit, cäsiumreicher Beryll, Helvin, Mikroklin, Phenakit und Lepidolith auftreten.
Von dem sehr seltenen Mineral sind bisher nur wenige Proben aus weltweit weniger als 10 Vorkommen gefunden worden. Seine Typlokalitäten Ilimmaasaq und Piława Górna sind dabei die bisher einzigen bekannten Fundorte in Grönland beziehungsweise Polen.
Daneben fand man Bohseit noch am Berg Ulyn Khuren des Khaldzan-Buragtag-Massivs (Altai) der Provinz Chowd (englisch Khovd) in der Mongolei, im Steinbruch Nedre Lapplægeret bei Drag in der Provinz Nordland und in den Pegmatiten um Tørdal in der Kommune Drangedal in der Provinz Telemark in Norwegen, in der Beryllium-Lagerstätte Ermakovskoe (auch Yermakovskoe oder Jermakovskoe) bei Ulan-Ude in der Republik Burjatien (Ferner Osten) und in der Smaragd- und Alexandrit-Mine Izumrudnye Kopi bei Malyschewa (auch Malyshevo) in der Oblast Swerdlowsk (Ural) in Russland und in den Pegmatiten um Maršíkov (Marchendorf, Gemeinde Velké Losiny) in Tschechien.